# Blaberus (Coleoptera)
Blaberus es un género de coleópteros de la familia Anthribidae. Fue descrito por Schoenherr en 1839.
Es un sinónimo incorrecto porque Blaberus es un género de cucarachas de la familia 	Blaberidae.